# Begonia tambelanensis
Espèce
Begonia tambelanensis est une espèce de plantes de la famille des Begoniaceae. Ce bégonia est originaire de Borneo. L'espèce fait partie de la section Jackia. Elle a été décrite en 1929 par Edgar Irmscher (1887-1968) comme une sous-espèce avec le basionyme de Begonia peninsulae subsp. tambelanense, puis élevé au rang d'espèce en 2003 par Ruth Kiew (1946-…). L'épithète spécifique tambelanensis signifie « de Tambelan », en référence aux îles Tambelan où le type originel a été récolté par Henry Nicholas Ridley..

## Répartition géographique
Cette espèce est originaire du pays suivant : Borneo.